# Jorge Martínez

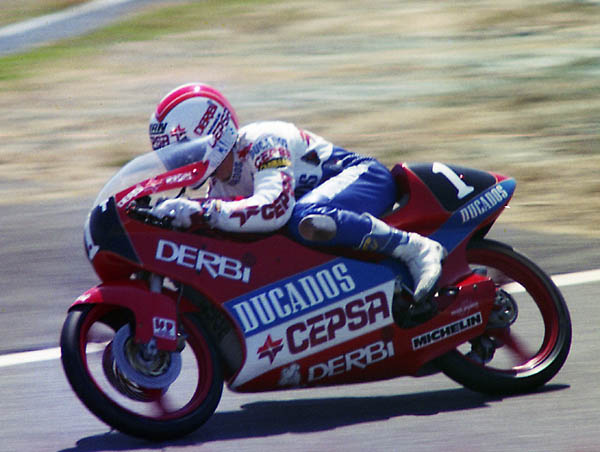
Jorge Martinez vid 1989 års japanska GP.

Jorge "Aspar" Martínez, född den 29 augusti 1962 i Alzira i Spanien, är en f.d. roadracingförare som blev världsmästare i 125GP 1988 och i 80GP 1986, 1987 och 1988. Han debuterade i världsmästerskapen 1982 i Spaniens Grand Prix i 50cc-klassen. Sin första seger tog Martínez på Assen TT 1984 i 80GP på en Derbi, märket som han tog alla sina VM-titlar på. Under sin karriär som pågick fram till 1997 tog Martínez 22 Grand prix-segrar i 80GP och 15 i 125GP. Han startade i totalt 179 VM-heat: 3 i 50GP, 30 i 80GP, 131 i 125GP och 15 i 250GP.
Under sin aktiva karriär bildade han ett eget stall, Aspar Team, som han 2012 fortfarande driver.
| Nummer | Grand Prix      | År   |
| ------ | --------------- | ---- |
| 1      | Spanien         | 1988 |
| 2      | Italien         | 1988 |
| 3      | Österrike       | 1988 |
| 4      | Holland         | 1988 |
| 5      | Belgien         | 1988 |
| 6      | Jugoslavien     | 1988 |
| 7      | Frankrike       | 1988 |
| 8      | Sverige         | 1988 |
| 9      | Tjeckoslovakien | 1988 |
| 10     | Frankrike       | 1989 |
| 11     | Spanien         | 1990 |
| 12     | Italien         | 1990 |
| 13     | Österrike       | 1990 |
| 14     | Sydafrika       | 1992 |
| 15     | Argentina       | 1994 |

| Nummer | Grand Prix      | År   |
| ------ | --------------- | ---- |
| 1      | Holland         | 1984 |
| 2      | Spanien         | 1985 |
| 3      | Italien         | 1985 |
| 4      | San Marino      | 1985 |
| 5      | Spanien         | 1986 |
| 6      | Österrike       | 1986 |
| 7      | Jugoslavien     | 1986 |
| 8      | Holland         | 1986 |
| 9      | Spanien         | 1987 |
| 10     | Italien         | 1987 |
| 11     | Österrike       | 1987 |
| 12     | Jugoslavien     | 1987 |
| 13     | Holland         | 1987 |
| 14     | Storbritannien  | 1987 |
| 15     | Portugal        | 1987 |
| 16     | Portugal        | 1988 |
| 17     | Italien         | 1988 |
| 18     | Västtyskland    | 1988 |
| 19     | Holland         | 1988 |
| 20     | Jugoslavien     | 1988 |
| 21     | Tjeckoslovakien | 1988 |
| 22     | Italien         | 1989 |